# Brachythecium leibergii
Brachythecium leibergii är en bladmossart som beskrevs av Abel Joel Grout 1897. Brachythecium leibergii ingår i släktet gräsmossor, och familjen Brachytheciaceae. Inga underarter finns listade i Catalogue of Life.